# ماتياس زاتشريسون
ماتياس زاتشريسون (بالسويدية: Mattias Zachrisson) مواليد 22 أغسطس 1990 في السويد، هو لاعب كرة يد سويدي يلعب كجناح أيمن. يلعب حاليا مع نادي فوكس برلين لكرة اليد ويحمل الرقم 21. مثل منتخب السويد لكرة اليد. شارك في دورة الألعاب الأولمبية الصيفية سنة 2012.

## سجل المنافسة
شارك في البطولات التالية:
- بطولة العالم لكرة اليد للرجال 2015
- بطولة أوروبا لكرة اليد للرجال 2014
- بطولة أوروبا لكرة اليد للرجال 2016
- الألعاب الأولمبية الصيفية 2012
- الألعاب الأولمبية الصيفية 2016

## الميداليات
| الميدالية | المسابقة                       |
| --------- | ------------------------------ |
| فضية      | الألعاب الأولمبية الصيفية 2012 |

## روابط خارجية
- ماتياس زاتشريسون على موقع الاتحاد الأوروبي لكرة اليد (الإنجليزية)
- ماتياس زاتشريسون على موقع الدوري الألماني لكرة اليد (الألمانية)
- ماتياس زاتشريسون على موقع أوليمبيديا (الإنجليزية)
- ماتياس زاتشريسون على موقع اللجنة الأولمبية السويدية (السويدية)